# كيب لينون
كيب لينون (بالإنجليزية: Kipp Lennon)‏ هو مغني ومغن مؤلف وعازف قيثارة أمريكي، ولد في 12 مارس 1960 في لوس أنجلوس في الولايات المتحدة.

## وصلات خارجية
- الموقع الرسمي
- كيب لينون على موقع IMDb (الإنجليزية)
- كيب لينون على موقع ميوزك برينز (الإنجليزية)
- كيب لينون على موقع ديسكوغز (الإنجليزية)